# Tanzmädchen für Istanbul
Tanzmädchen für Istanbul ist ein Fernsehspiel des Deutschen Fernsehfunks, der am 3. November 1960 seine Uraufführung hatte. Dieser Film erlebte im DFF zwei Wiederholungen, am 25. Juli 1961 und am 12. Oktober 1962.
Dieses Fernsehspiel, verfasst von Hans von Oettingen, beschreibt das Schicksal junger Frauen, die von skrupellosen Impresarios nach Istanbul gelockt wurden und dort einem ungewissen Schicksal ausgeliefert waren. Nach der offiziellen Kritik des DFF wurde damit auf modernen Menschenhandel einerseits und dessen Wurzeln und Existenz im Kapitalismus andererseits hingewiesen.